# Ciclismo en los Juegos Suramericanos de 2014 – Time Trial masculino
La prueba de BMX: Time Trial Masculino de ciclismo BMX en Santiago 2014 se llevó a cabo de forma íntegra el 8 de marzo de 2014 en la Pista BMX Santiago 2014. Participaron en la prueba 16 ciclistas.

## Resultados

### Clasificación
| Rank | Nacionalidad | Ciclista           | Tiempo Total | Diferencia | Notas |
| ---- | ------------ | ------------------ | ------------ | ---------- | ----- |
| 1    | Colombia     | Carlos Oquendo     | 33.696       |            | Q     |
| 2    | Colombia     | Carlos Ramírez     | 33.874       | +0.178     | Q     |
| 3    | Brasil       | Renato Rezende     | 34.024       | +0.328     | Q     |
| 4    | Argentina    | César Montenegro   | 34.066       | +0.370     | Q     |
| 5    | Brasil       | Miguel Dixini      | 34.201       | +0.505     | Q     |
| 6    | Argentina    | Federico Villegas  | 34.244       | +0.548     | Q     |
| 7    | Argentina    | Ernesto Pizarro    | 34.579       | +0.883     | Q     |
| 8    | Argentina    | Gonzalo Molina     | 34.596       | +0.900     | Q     |
| 9    | Venezuela    | Jonathan Suárez    | 34.666       | +0.970     |       |
| 10   | Ecuador      | Emilio Falla       | 34.699       | +1.003     |       |
| 11   | Venezuela    | Jholman Sivira     | 35.119       | +1.423     |       |
| 12   | Chile        | Elías Aguirre      | 35.254       | +1.558     |       |
| 13   | Chile        | José Miguel Concha | 35.378       | +1.682     |       |
| 14   | Aruba        | Zaithyel Soekander | 35.905       | +2.209     |       |
| 15   | Ecuador      | Nicolás Palacios   | 36.139       | +2.443     |       |
| 16   | Bolivia      | Jaime Quintana     | 37.775       | +4.079     |       |

### Final
| Rank              | Nacionalidad | Ciclista          | Tiempo Total | Diferencia |
| ----------------- | ------------ | ----------------- | ------------ | ---------- |
| Medalla de oro    | Colombia     | Carlos Oquendo    | 33.403       |            |
| Medalla de plata  | Brasil       | Renato Rezende    | 33.487       | +0.084     |
| Medalla de bronce | Argentina    | César Montenegro  | 33.786       | +0.383     |
| 4                 | Colombia     | Carlos Ramirez    | 33.787       | +0.384     |
| 5                 | Brasil       | Miguel Dixini     | 33.975       | +0.572     |
| 6                 | Argentina    | Federico Villegas | 34.204       | +0.801     |
| 7                 | Argentina    | Gonzalo Molina    | 34.430       | +1.027     |
| 8                 | Argentina    | Ernesto Pizarro   | 34.817       | +1.414     |